# Sint Hubertusmolen
Le Sint Hubertusmolen est un moulin sur pivot semi-fermé à Klein Genhout (Beek) dans le Limbourg des Pays-Bas. Le moulin a été construit en 1801 comme moulin sur pivot  fermé et a fonctionné jusqu'à la fin des années 1940. En 1943, le moulin a reçu son nom actuel. En 1970, le Sint Hubertusmolen a été vendu pour 1 florin à la municipalité de Beek, qui l'a fait restaurer: le pied a été à moitié fermé et le sol autour du moulin surélevé, de sorte que les dés (teerlingen) sont placés plus profondément dans le sol. Le corps, la cabine (kast) est peint en jaune ocre. 
La girouette représente Saint Hubert à cheval. La calotte et la face exposée au vent sont recouverts de bardeaux de chêne. 

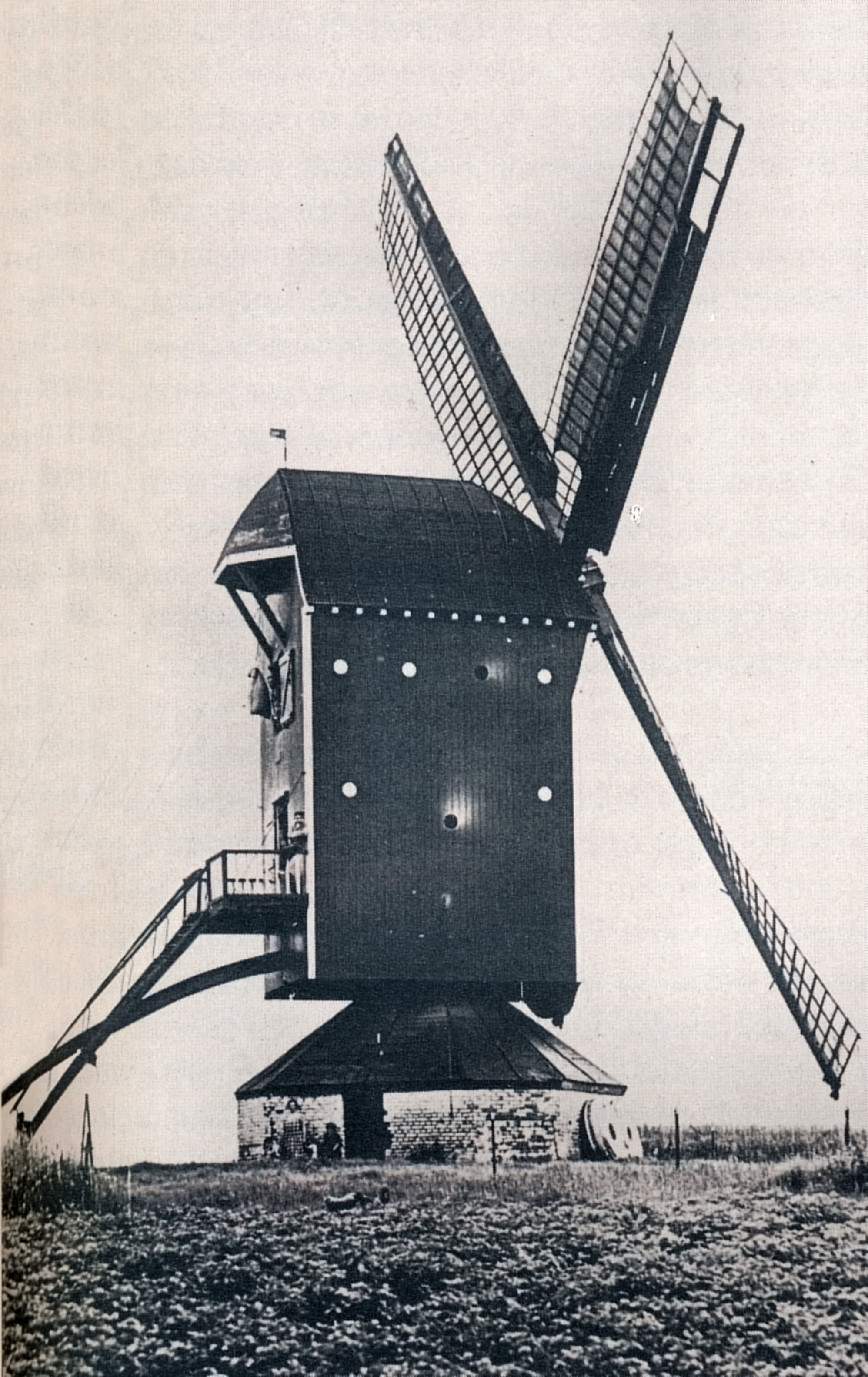
Vers 1920
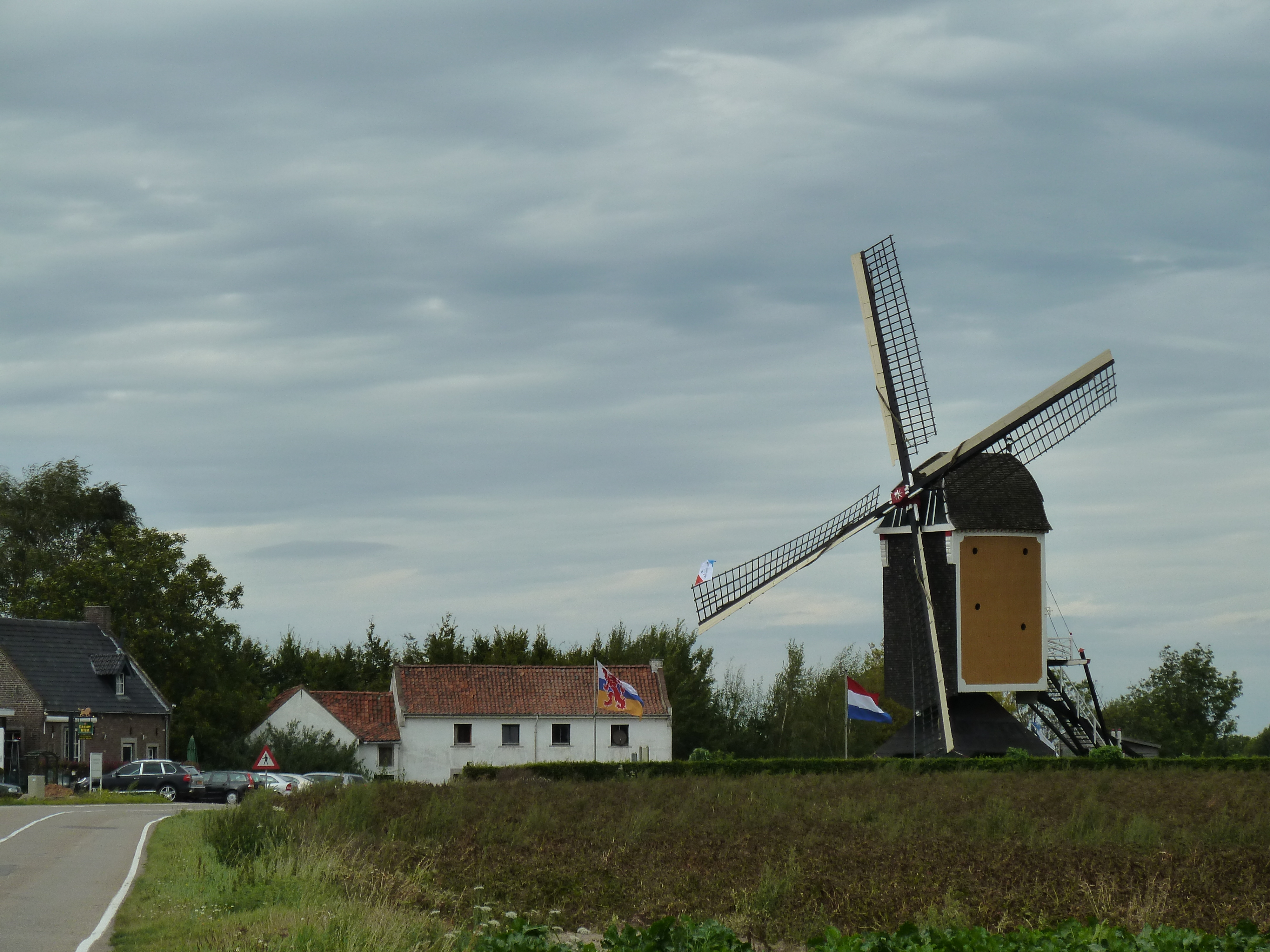
Pendant la journée du patrimoine de 2011
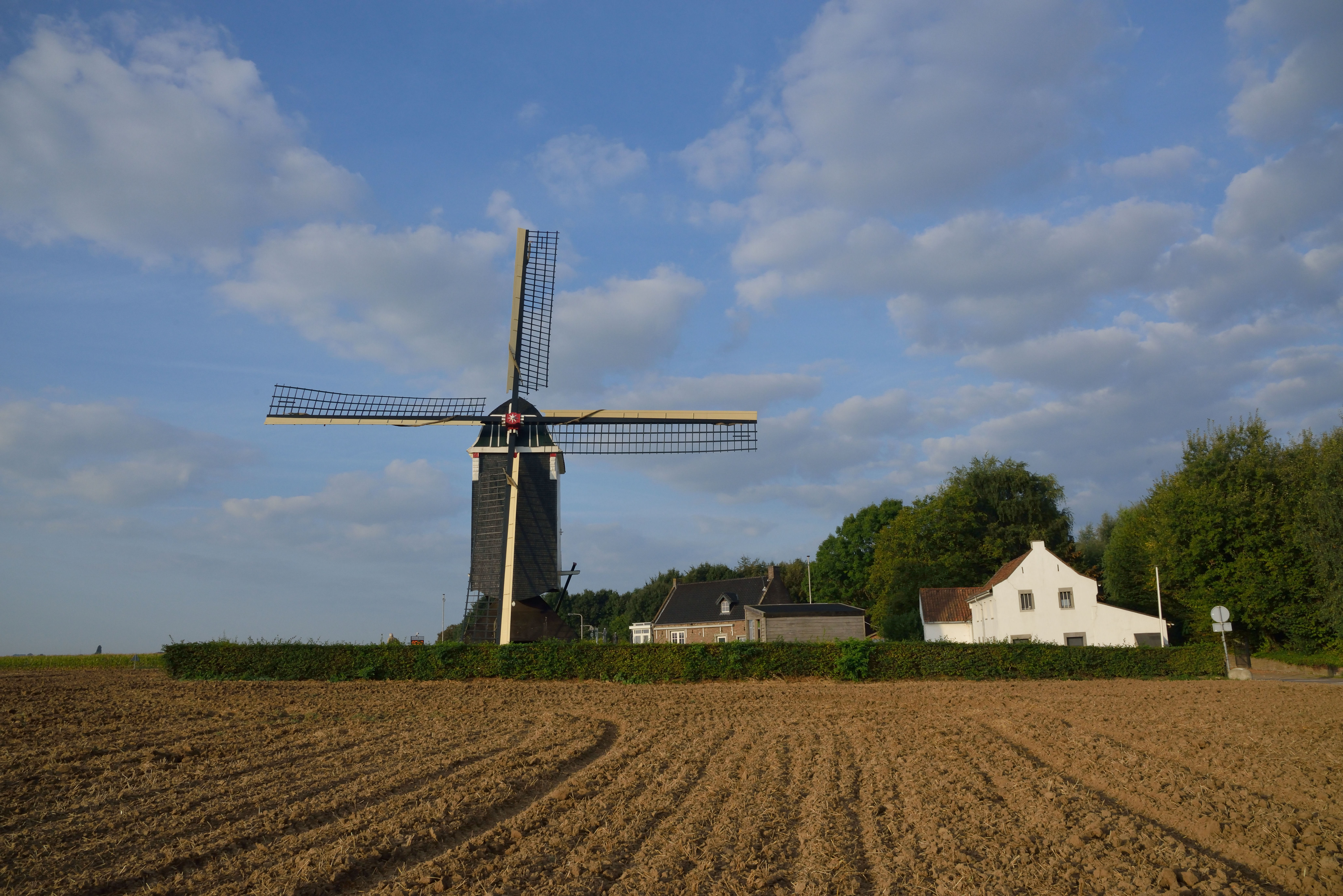
Septembre 2016
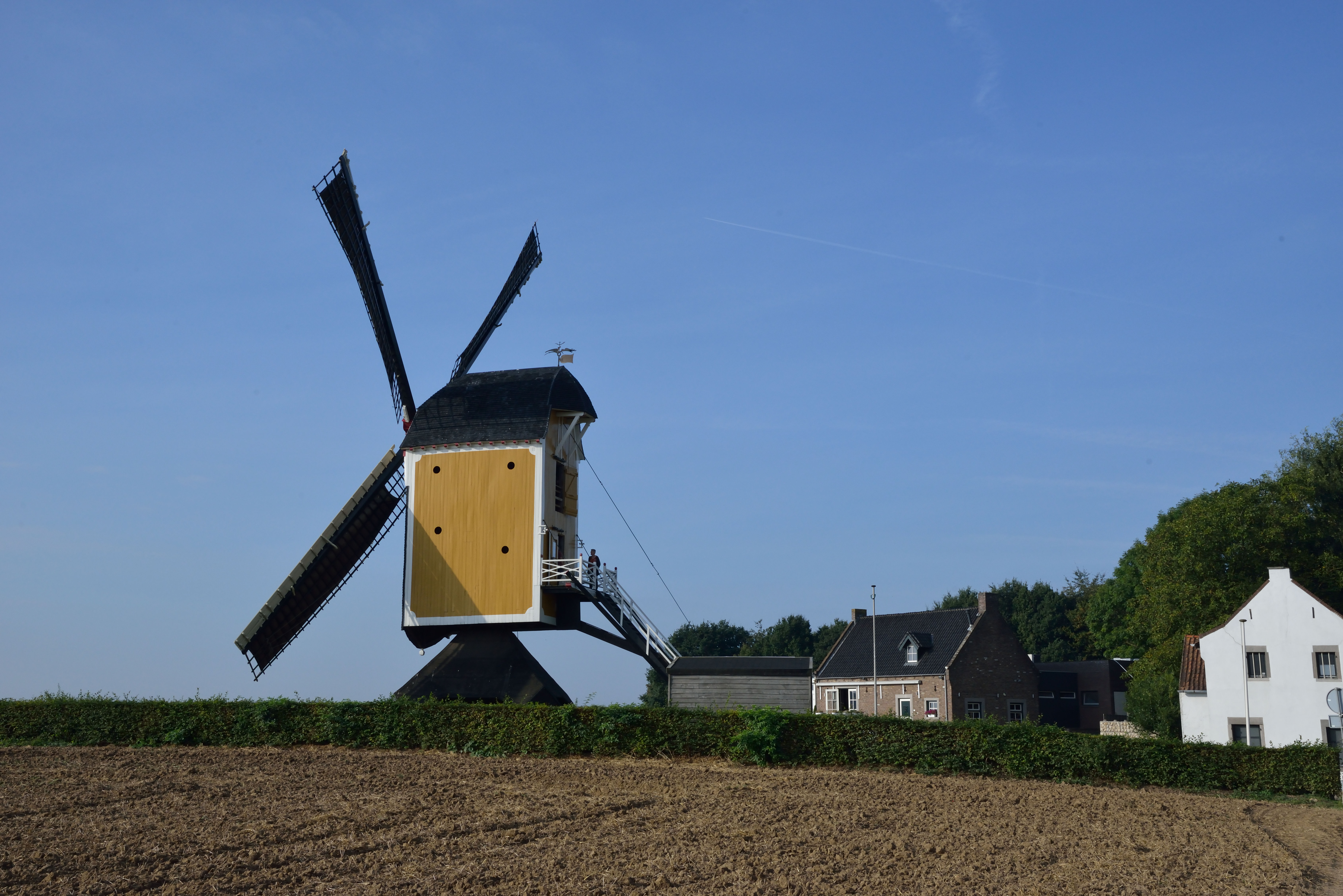
Septembre 2016
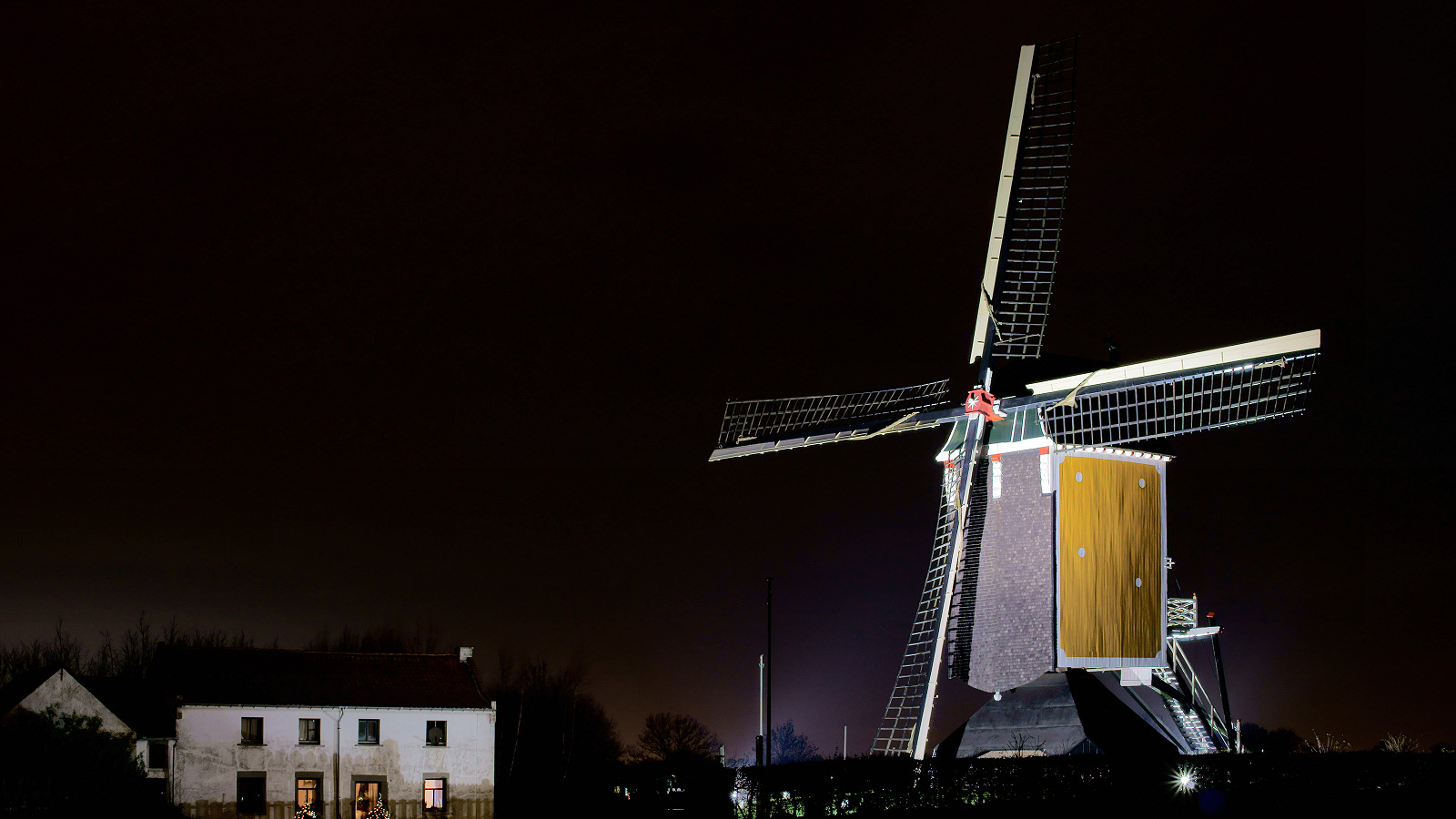
Moulin illuminé la nuit
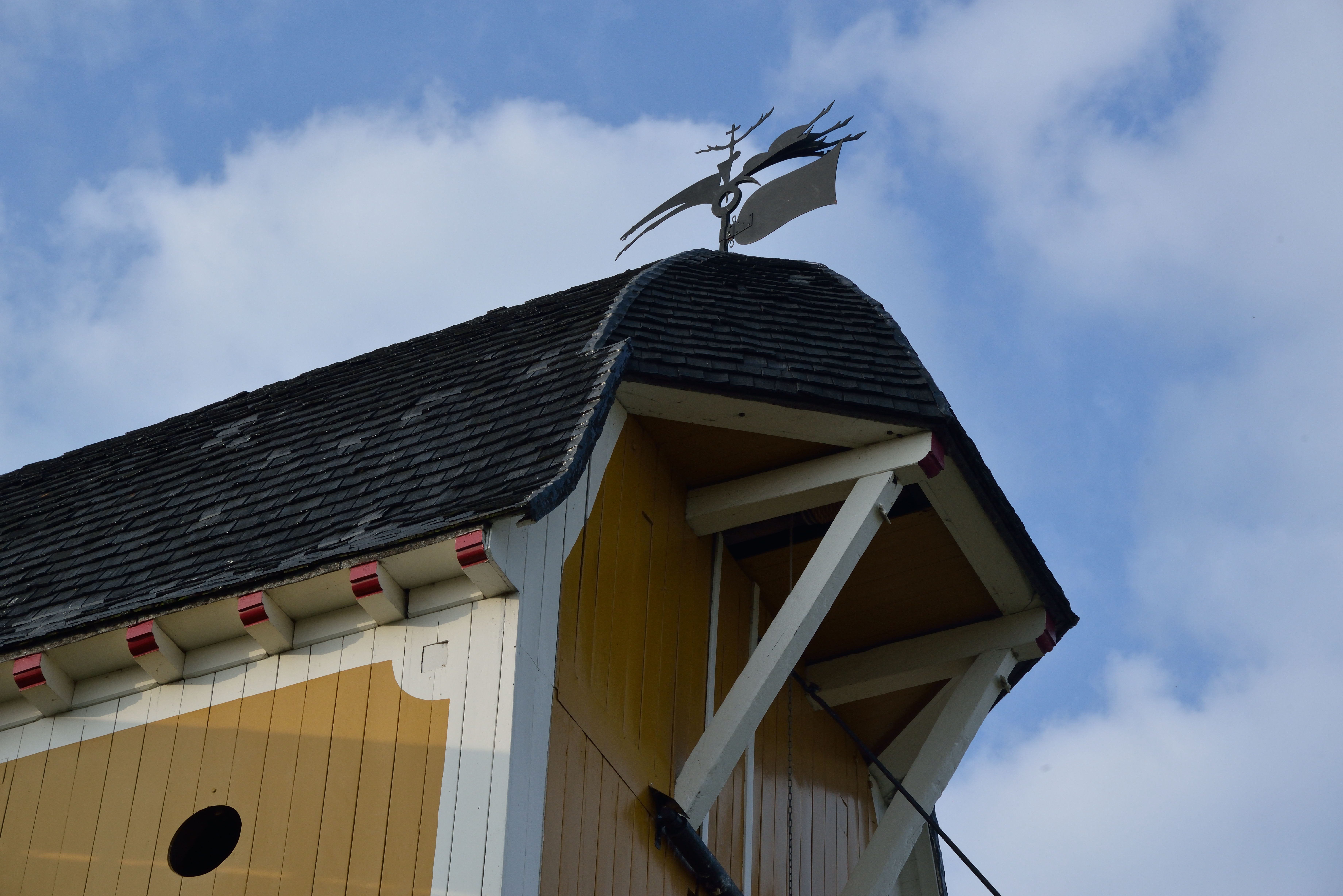
Girouette
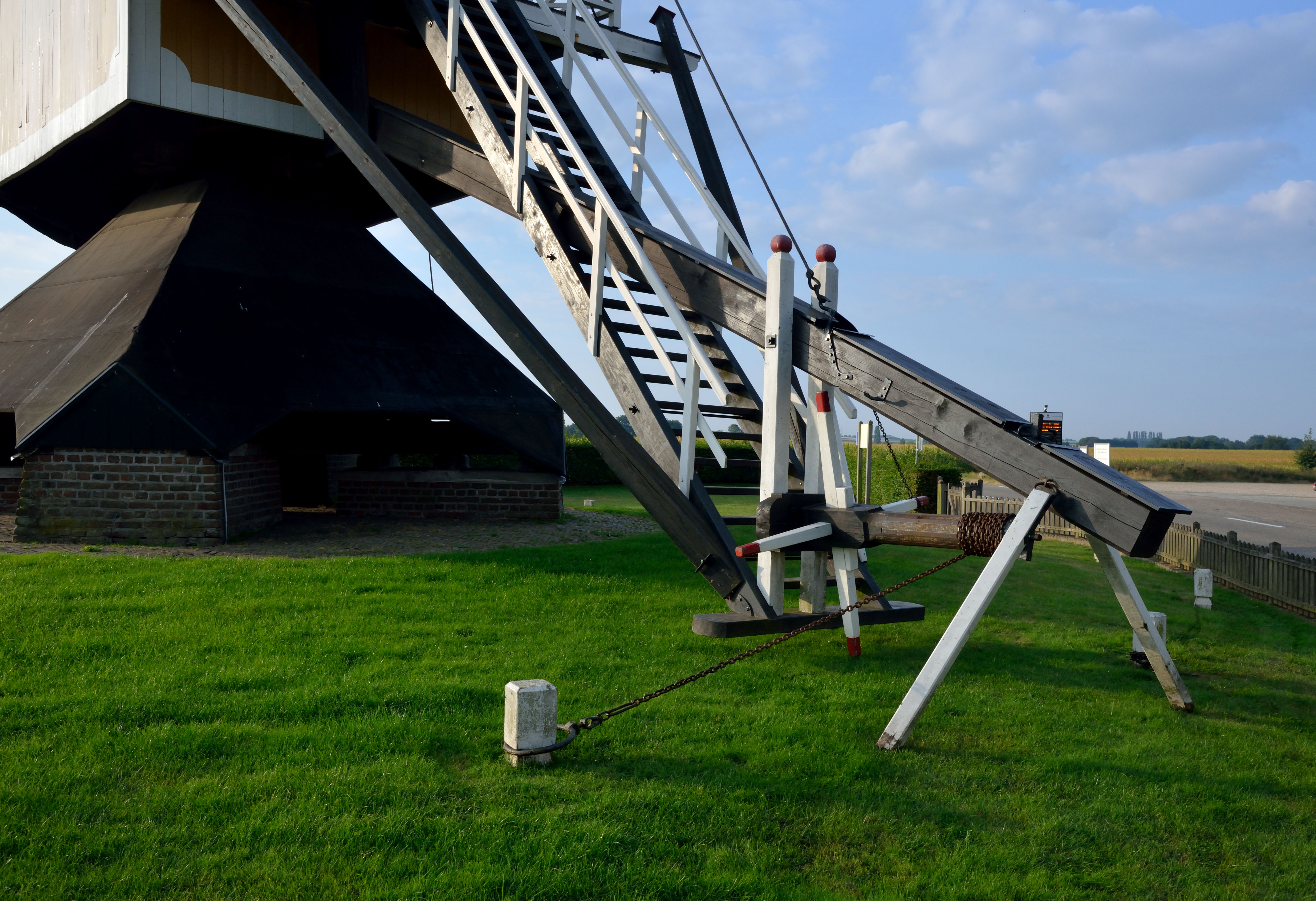
Détail
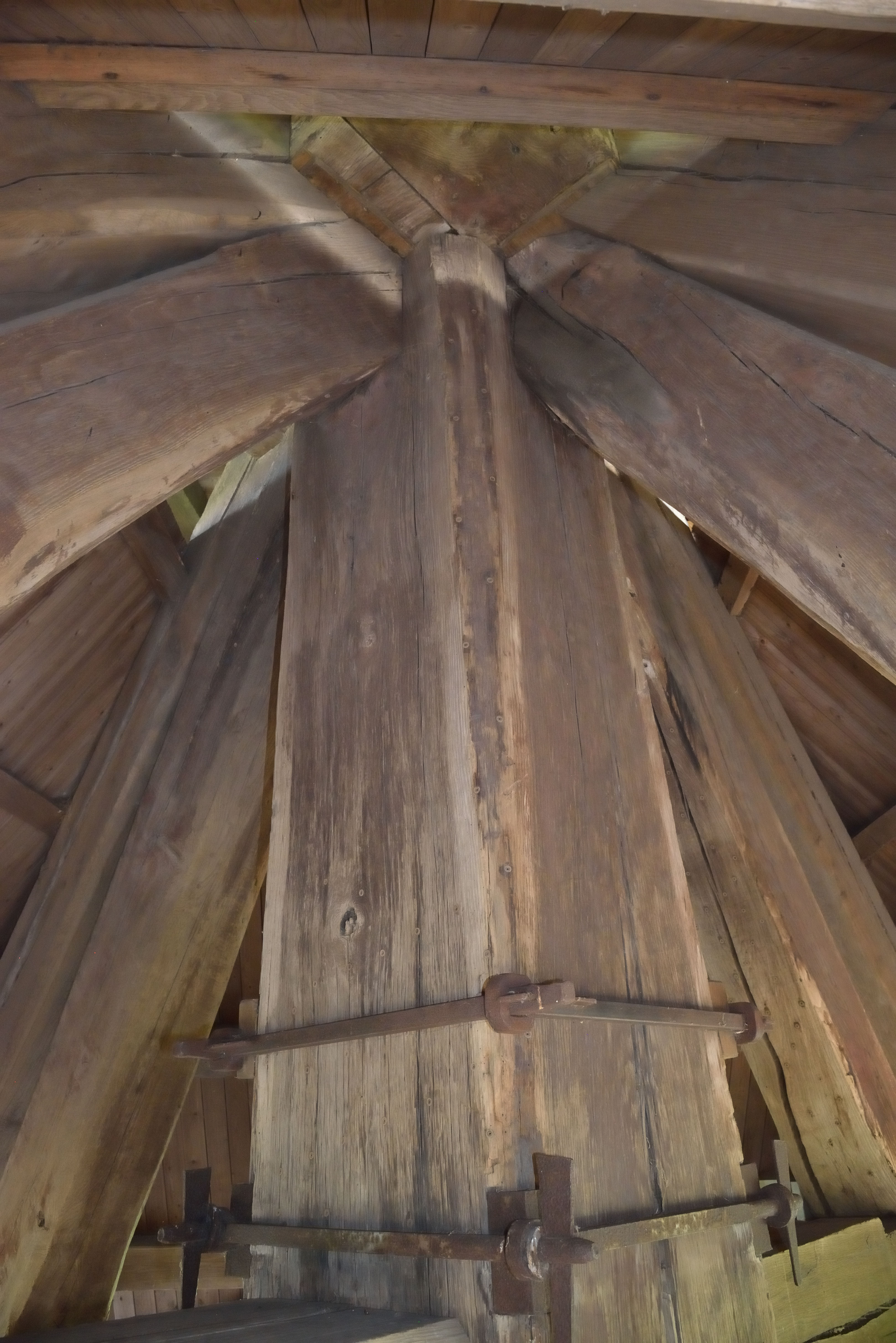
Pivot
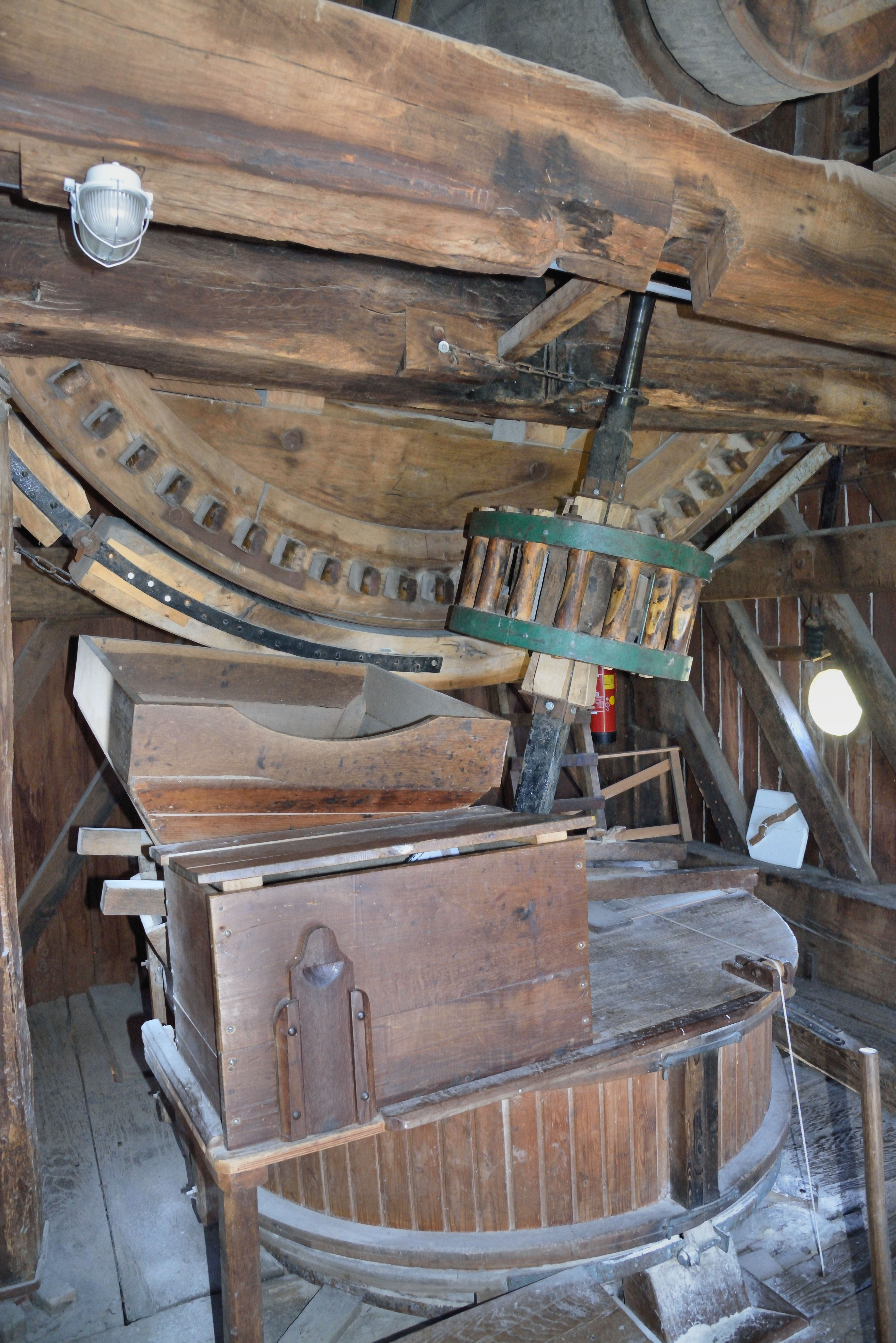
Détail
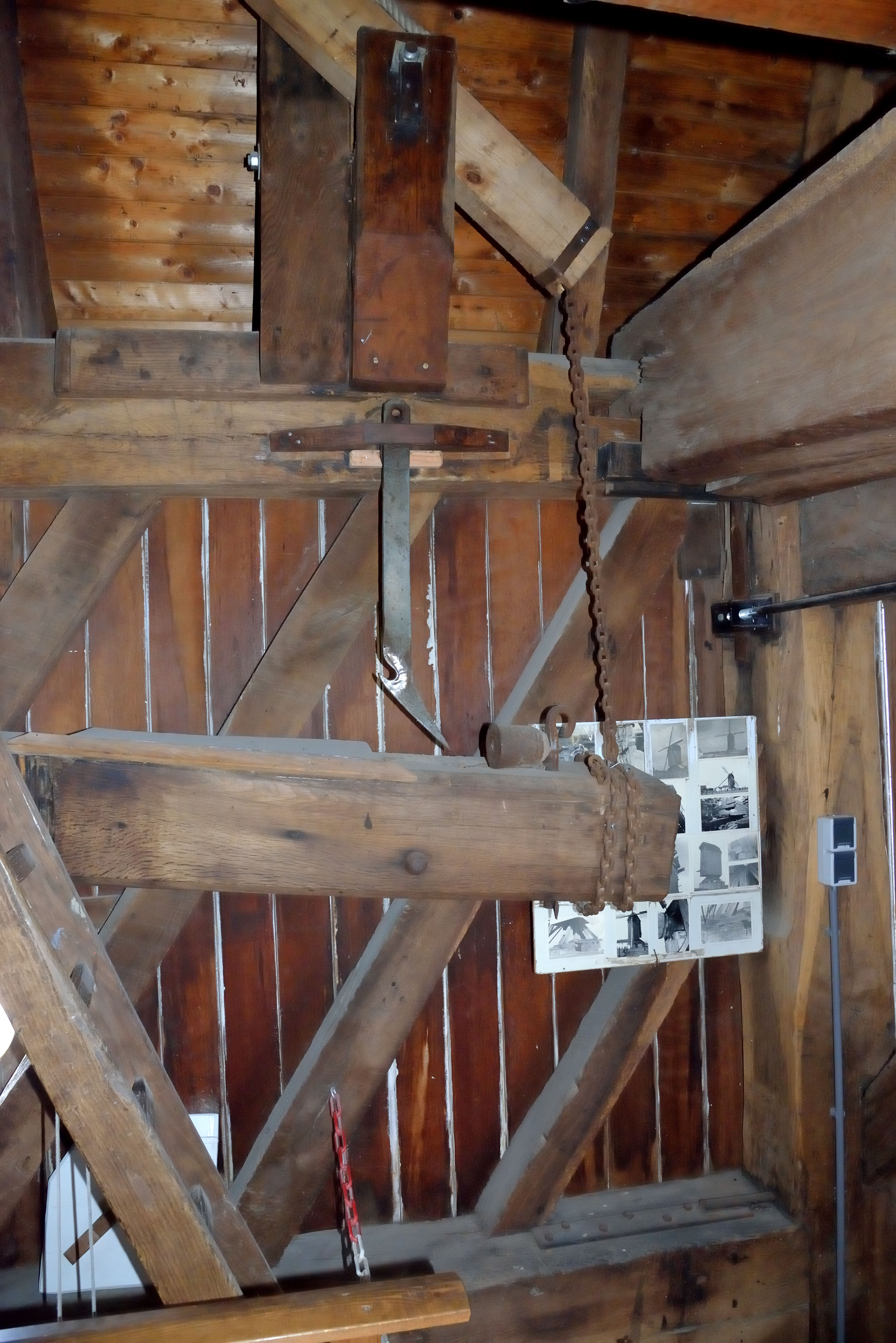
Détail